# Nicolás Pérez (actor)
Nicolás Andrés Pérez Ovando (Santiago, 8 de septiembre de 1985) es un actor chileno, ha participado en varias teleseries de Televisión Nacional de Chile y en las series Vampiras, y Gordis de Chilevisión.

## Filmografía
| Teleseries | Teleseries           | Teleseries              | Teleseries  | Teleseries   |
| Año        | Teleserie            | Rol                     | Canal       | Notas        |
| ---------- | -------------------- | ----------------------- | ----------- | ------------ |
| 2009       | ¿Dónde está Elisa?   | Gaspar Alberti          | TVN         | Reparto      |
| 2009       | Conde Vrolok         | Fernando Gutiérrez      | TVN         | Reparto      |
| 2010       | Martín Rivas         | Informante de Rafael    | TVN         | Invitado     |
| 2010       | 40 y tantos          | Martín Sotomayor        | TVN         | Invitado     |
| 2011       | Vampiras             | Artur                   | Chilevisión | Reparto      |
| 2012       | Gordis               | Carter Carrington       | Chilevisión | Protagonista |
| 2014       | El amor lo manejo yo | Matías Schmidt          | TVN         | Invitado     |
| 2015       | Esa no soy yo        | Johnny Pérez "El Rucio" | TVN         | Reparto      |
| 2015       | Código Rosa          | Cristián Rodríguez      | Mega        | Episodio 2   |
| 2016       | Once comida          | Marley                  | TVN         | 1 episodio   |
| 2016       | Sres. Papis          | Motociclista            | Mega        | Invitado     |

## Programas de televisión
- No eres tú, soy yo (Zona Latina, 2014) - Invitado
- Ellos la hicieron (C13, 2018) - Participante

## Comerciales de televisión
- CDF (2012) - Protagonista del comercial